# Nephelistis schedogymnopis
Nephelistis schedogymnopis är en fjärilsart som beskrevs av Dyar 1924. Nephelistis schedogymnopis ingår i släktet Nephelistis och familjen nattflyn. Inga underarter finns listade i Catalogue of Life.